# La Iglesia de Jesucristo de los Santos de los Últimos Días en Brasil

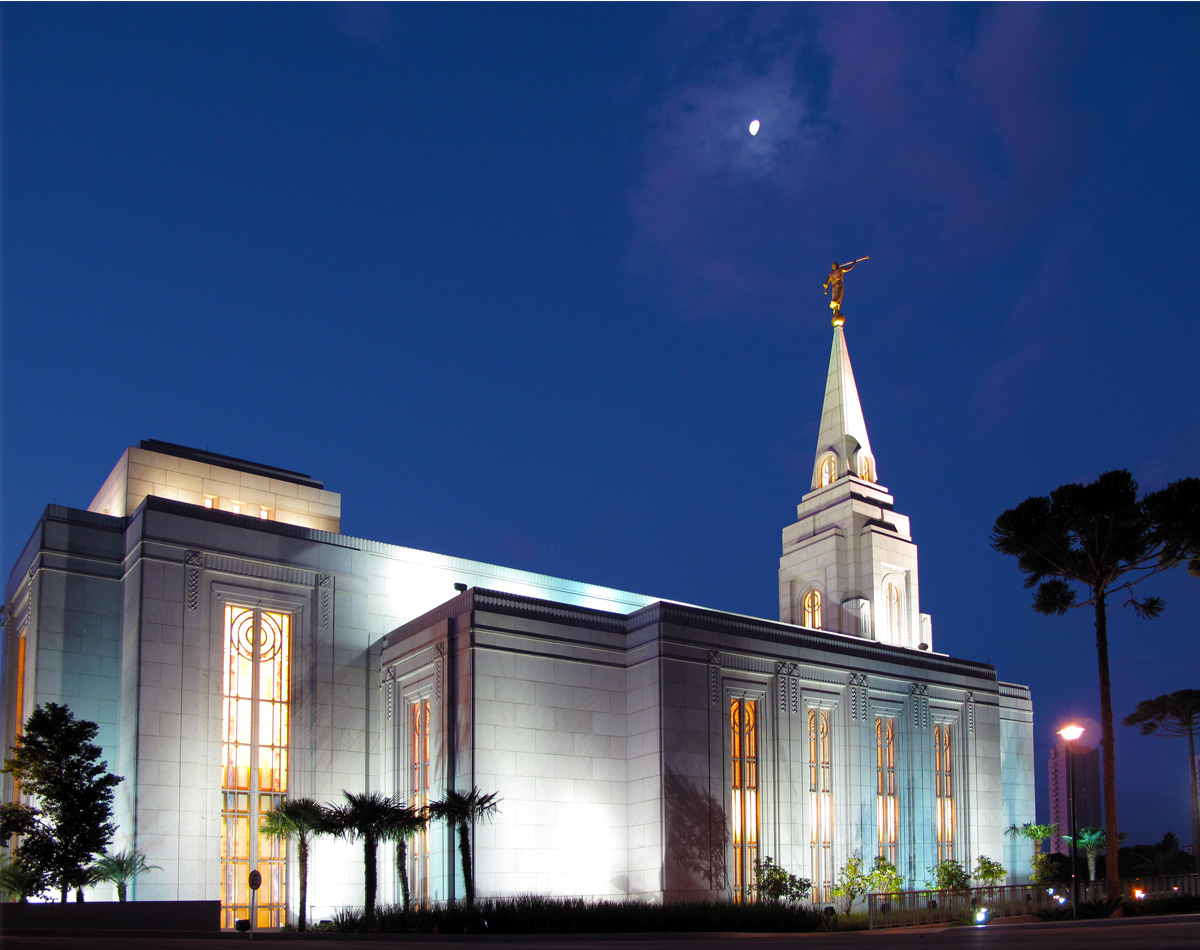
El Templo de Curitiba al anochecer en abril de 2009.

El inicio de La Iglesia de Jesucristo de los Santos de los Últimos Días en Brasil se dio poco antes de la Segunda Guerra Mundial. Una familia proveniente de Alemania se estableció en Ipoméia, Santa Catarina en 1923. Como aún no se había establecido el restauracionismo SUD en suelo brasileño, escribieron a la Primera Presidencia solicitando que se les enviase materiales de apoyo, aparte de misioneros. Para la época, la misión más cercana estaba situada en Buenos Aires, y de ahí los primeros misioneros mormones se dirigieron a Ipoméia, donde iniciaron el trabajo proselitista entre los alemanes de la región. Con la Segunda Guerra Mundial los misioneros dejaron Brasil y sólo los fieles de la Iglesia llevaron adelante la obra misional.
La expansión de la Iglesia se reinició después de terminar la guerra, cuando la Iglesia volvió a enviar misioneros, esta vez a los estados de São Paulo, Río de Janeiro y Río Grande del Sur. Un poco más tarde, la Iglesia inició el trabajo de proselitismo en los estados de Goiás, Amazonas y Pernambuco.

## Periodo pre-Guerra
En 1913 la familia Zapf, bautizados en Alemania, compuesta por Auguste, su esposa y sus dos hijos, emigraron a Brasil y se convirtieron en la primera familia mormona de Brasil. Diez años después, la pareja Lippelt, también de Alemania, emigró a Brasil. Tuvieron contacto con la presidencia de la Iglesia en los Estados Unidos y solicitaron los primeros misioneros para Brasil. Como resultado, el presidente Stoolf, de la misión sudamericana, visitó Brasil por primera vez. Los élderes Schindler y Heinz fueron los primeros misioneros que llegaron al país el 17 de septiembre de 1928. La familia Sell es bautizada en 1929, en Joinville, Santa Catarina, siendo los primeros en ser bautizados en Brasil.
Fue en la ciudad de Ipoméia en 1930 donde se organizó la primera congregación de la Iglesia en Brasil. Al año siguiente se compró una pequeña capilla el 25 de octubre de 1931 en la ciudad de Joinville, Santa Catarina. En Joinville se organizó la primera organización de la Sociedad de Socorro en Brasil, estando en esa ocasión estaba presentes 24 mujeres de la iglesia.
Entre 1935-1938 se creó la primera misión brasileña, con sede en São Paulo, cuyo primer presidente fue Rulon S. Howells, aunque el idioma hablado por los misioneros no era portugués sino alemán. El total de fieles bautizados en la iglesia SUD en Brasil era de 143 miembros. La obra de la iglesia se expande entre los habitantes de habla portuguesa hacia Río Grande del Sur, Paraná y São Paulo.
El Libro de Mormón es finalmente traducido al idioma portugués en 1939. El gobierno brasileño prohíbe reuniones públicas en alemán, de manera que las reuniones de la iglesia pasan a ser en portugués. También se publicó en portugués el primer panfleto de Joseph Smith (hijo), restaurador de la Iglesia. En 1940, la iglesia se expande a Río de Janeiro, Minas Gerais, Bahía y Espíritu Santo. En 1941, la Iglesia inició la retirada de los misioneros norteamericanos, debido al inicio de la Segunda Guerra Mundial. Sólo volvieron en número considerable en 1946.

## Segunda Guerra Mundial
Debido a la Segunda Guerra Mundial muchas ramas de la iglesia de Jesucristo de los Santos de los Últimos Días en Brasil se cerraron, mientras que otras fueron organizadas. En Campinas se organizó una pequeña rama el 14 de noviembre de 1943, con el local João Serra como su presidente. También durante la Segunda Guerra Mundial, George Lippelt fue llamado para presidir la rama de Ipoméia, siendo el único miembro de su congregación que hablaba portugués. A fines de 1943, la mayor parte de los misioneros extranjeros partió de Brasil y el trabajo de proselitismo fue mínimo.
A finales de 1945, Harold M. Rex, antiguo misionero de la misión brasileña y ahora presidente de esa misión, declara que todos los misioneros que sirven en el país deberían hablar obligatoriamente el portugués. Se reiniciaron las actividades de proselitismo con la llegada de misioneros norteamericanos de vuelta a Brasil y se reabrieron muchas congregaciones. A mediados de 1947, Brasil poseía 25 misioneros. El 1 de enero de 1948 se publicó A Gaivota, primera revista oficial de la Iglesia en Brasil y que, posteriormente, cambió su nombre por el de Liahona. Para 1949, la Iglesia poseía 684 miembros en Brasil.

## Periodo posguerra

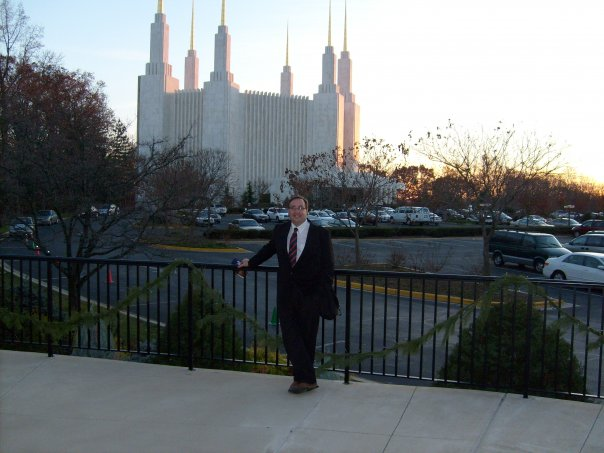
Poeta brasileño y graduado de la Universidad Brigham Young, Glauco Ortolano frente al Templo de Washington, D. C.

Bajo la dirección de un nuevo presidente de misión y finalizada la II Guerra Mundial, se expande la Iglesia hacia el Amazonas, Goiás, Pernambuco y Pará. En São Paulo, la Iglesia compra el edificio de la calle Itapeva para ser la sede de la misión. Otros libros canónicos SUD, incluyendo Doctrina y Convenios, Perla de Gran Precio y Jesús El Cristo son traducidos al portugués, fundamentalmente por Roberta Mcknight Hunt. Se publica la primera edición de A Liahona en 1951.
El entonces presidente de la iglesia SUD David O. McKay visitó y realizó una conferencia en Río de Janeiro y São Paulo. Había 15 ramas y 51 portadores Del Sacerdócio de Melquisedec. Se registraron 88 personas bautizadas en 1954 y se abrieron nuevas ramas, pasando de 23 a 33 ese año. La principal congregación se encontraba en Manaus.
El 30 de septiembre de 1959 Harold B. Lee, entonces miembro del Quórum de los Doce Apóstoles, fue a Brasil y creó la misión brasileña del Sur, con sede en Curitiba. La misión cubría los estados de Paraná, Santa Catarina y Río Grande del Sur. La componían 11 ramas y 1400 fieles bautizados. El 22 de octubre de 1959 se organizaron los distritos de Porto Alegre con más de 260 miembros, Joinville (más de 200 miembros) y Curitiba (más de 550 miembros). El 1 de noviembre de 1959 se organizó el distrito de São Paulo, con 9 ramas y 1.028 miembros. La capilla de Pinheiros y la casa de la misión, situadas en la calle Iguatemi fueron inauguradas el 18 de febrero de 1962.
En 1961, el élder Ezra Taft Benson desembarcó en Brasília de forma oficial y participó en una conferencia con Juscelino Kubitschek, presidente brasileño de la época. En diciembre de 1962 la Iglesia contaba con 6.747 miembros, 43 ramas y 9 edificios propios. En 1964 se construyeron y dedicaron cuatro nuevas capillas y se iniciaron la construcción de otras cinco.
La Iglesia en los años 1960 se extendía por Alagoas, Paraíba, Ceará, Sergipe y Río Grande del Norte. En 1965 la Iglesia SUD poseía 19.050 miembros brasileños. El 1 de mayo de 1966 se organizó la Estaca São Paulo Brasil bajo la dirección de dos élderes Spencer W. Kimball y Franklin D. Richards. Se construyeron cerca de 40 edificios de la Iglesia en 1967, intensificando el progreso de la Iglesia.
La sede de la misión brasileña del sur se mudó definitivamente a Porto Alegre en 1968. A partir de julio del mismo año, la misión limita a los estados de Santa Catarina y Río Grande del Sur.
El 7 de julio de 1968 se creó la Misión Brasileña del Norte, con sede en Recife. La misión brasileña del Norte cubría Brasília, Fortaleza, Belo Horizonte, Manaus, Juiz de Fora, Recife y Río de Janeiro. A pesar de que las ciudades estaban muy lejos entre ellas y de las dificultades en las comunicaciones y la distancia, la obra misional progresó en la nueva misión. La misión brasileña pasa a llamarse misión central, que incluía los estados de São Paulo y Paraná y el sur del Mato Grosso. En junio de 1970, Brasil tenía 35.547 miembros bautizados en la Iglesia SUD, 3 misiones y dos estacas. El 6 de septiembre de 1971, con la presencia del líder Gordon B. Hinckley, se organizó la estaca São Paulo Sur (unidades de la región ABC Paulista y la Región Metropolitana de la Baixada Santista). Aún en 1971, se inició el Programa del Seminario y del Instituto del Sistema Educacional de la Iglesia. La Misión Brasileña del Sur pasa a llamarse Misión Brasil Sur y la Misión Brasileña del Norte, Misión Brasil Norte. El 22 de octubre de 1972 se creó la primera estaca de Río de Janeiro. Se divide la Misión Brasil Central, dando origen a las misiones Brasio Central Sur y Brasil Central Norte.
El programa del Seminario e Instituto llegó a Campinas, Belo Horizonte, Brasília, Manaus, Recife y en todas las ciudades que tenía la iglesia en los estados de Rio Grande do Sul, Paraná y Río de Janeiro.

## Templos
En 1975 tiene lugar la gran conferencia de los santos, en el Palacio de Anhembi, en São Paulo. En esa ocasión, fue anunciado a los santos la construcción del Templo de São Paulo, el primer templo de la Iglesia en Brasil y en América Latina. El Templo de São Paulo fue dedicado el 31 de octubre de 1978 por el presidente Spencer W. Kimball. Todavía en 1978, se organizó la Estaca Manaus, la primera estaca del Amazonas y de la región norte. Contaba con 4 ramas y un ala y con unos 1.325 miembros.
El 6 de agosto de 1980 se dedicó el edificio de los escritorios administrativos de la Iglesia. El 12 de octubre el apóstol Ezra Taft Benson ordenó que los misioneros fueran a predicar el evangelio al Distrito Federal por entero. El 31 de octubre del mismo año, se creó la primera estaca del nordeste brasileño, la Estaca Recife.
En 1989, El presidente brasileño José Sarney recibió un Libro de Mormón de las manos del profeta mormón Gordon B. Hinckley.
- 2000 Se dedica el Templo de Recife y el Templo de Porto Alegre.
- 2002 Se dedica el Templo de Campinas.
- 2007 Se anuncia la construcción del Templo de Manaus, el primer templo de la Región norte y el Amazonas.
- 2008 Se dedica el Templo de Curitiba.

## Nativos famosos
- Roberto Lippelt, historiador alemán, el primer miembro de la iglesia SUD en el país (1923).
- Moroni Torgan, político brasileño.
- Helvécio Martins, líder religioso y primer negro que recibe el sacerdocio.
- Liriel Domiciano, cantante.
- Fernando Fritz, activista brasileño, nacido em Manaus.

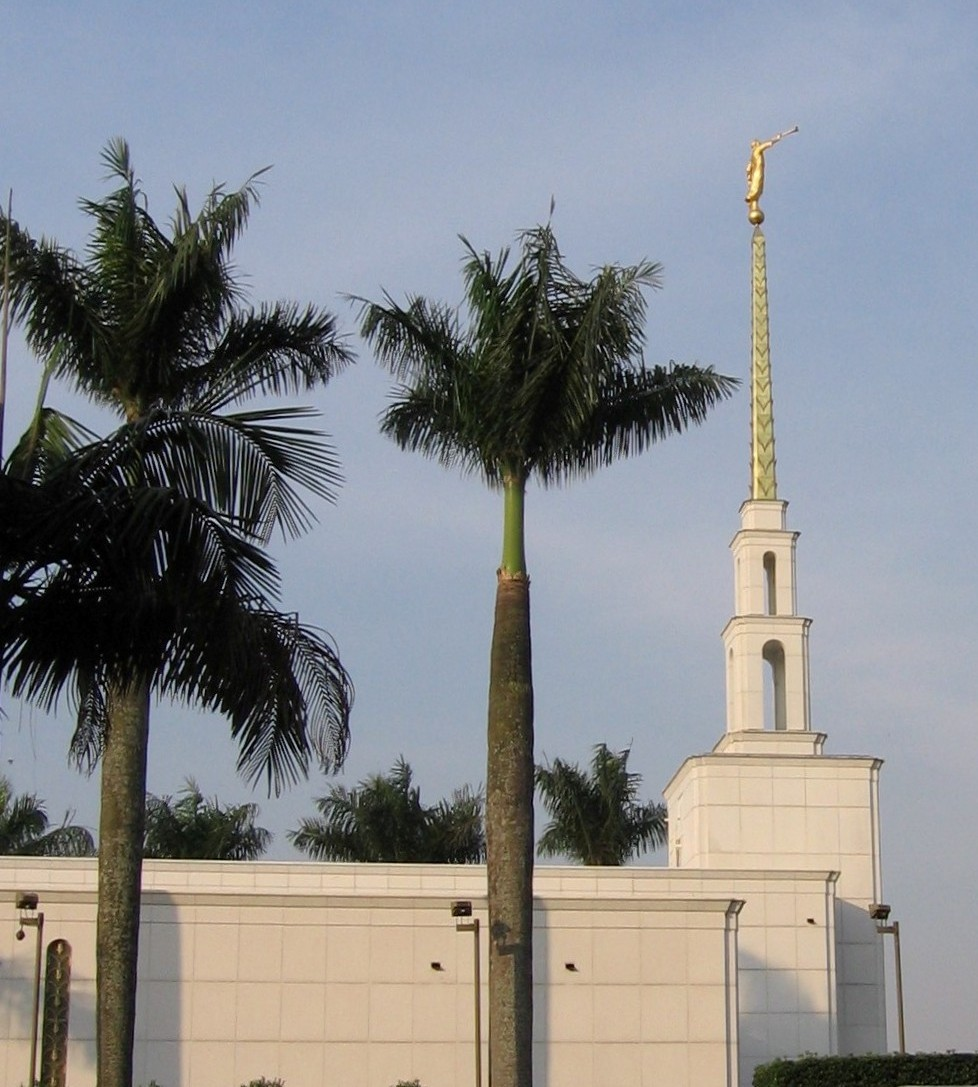
Templo de la ciudad de São Paulo, Brasil, ubicado en la Avenida Francisco Morato.
Pináculo del templo de la ciudad de Porto Alegre, ubicado sobre una colina en el distrito de Villa Jardim, en uno de los principales puertos del país.[4]
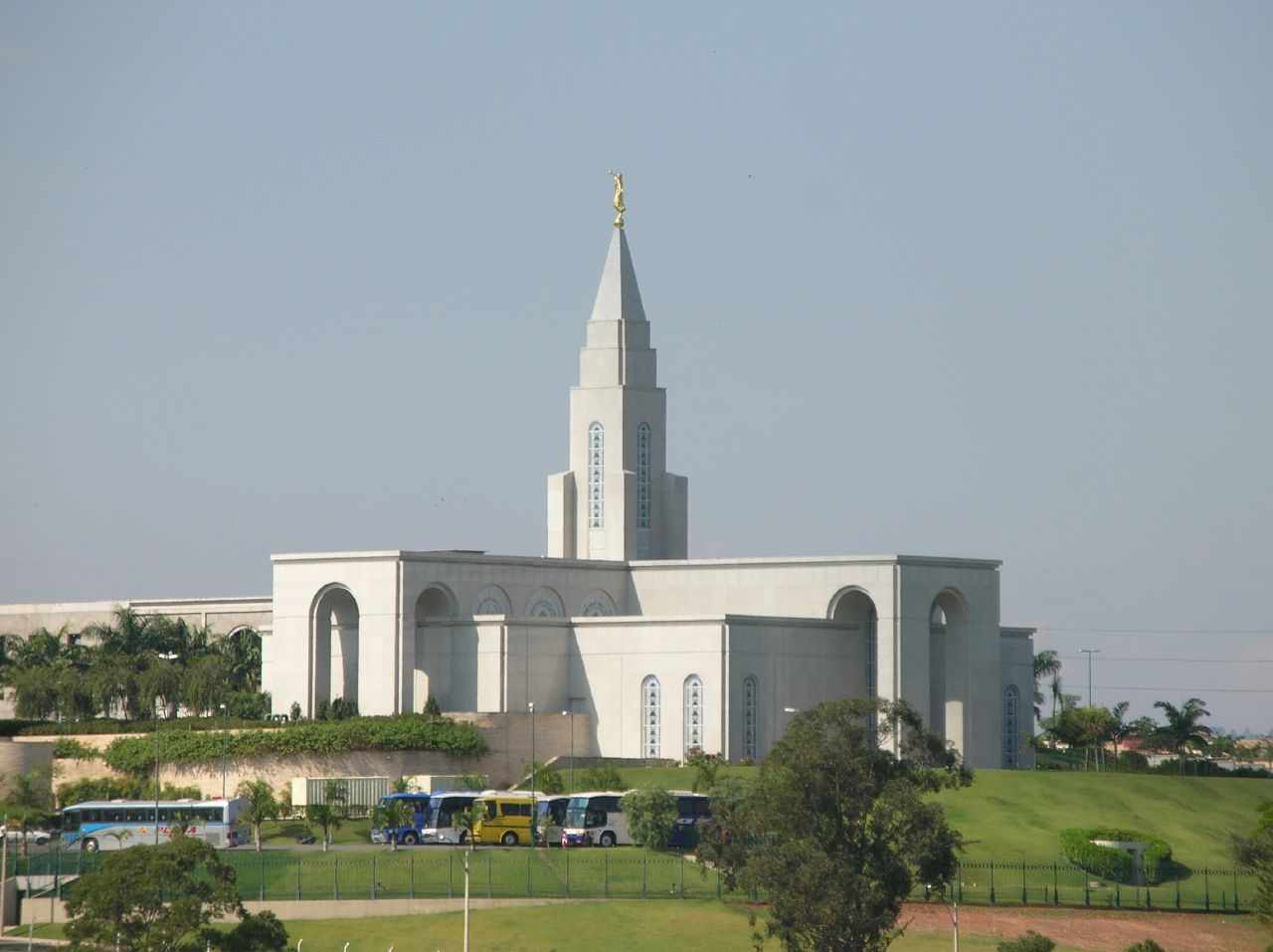
Templo de la ciudad de Campinas, Brasil, ubicado en el distrito Sousas.